# Víctor Tuneu Folch
Víctor Tuneu Folch (Artés, Bages, 1845 - el Masnou, Maresme, 15 de novembre de 1928) fou un farmacèutic català, alcalde del Masnou de 1923 a 1924.
Era farmacèutic de professió i va exercir al Masnou des de finals del segle xix. També va obtenir el títol oficial de secretari l'any 1880, i fou secretari del Jutjat de Pau del Masnou.
Amb l'adveniment de la Dictadura de Primo de Rivera, el setembre de 1923, el consistori de l'Ajuntament del Masnou fou dissolt per ordre militar, com a la resta de pobles, i tots els regidors i alcalde destituïts. El 2 d'octubre, en sessió municipal extraordinària, presidida per Florencio Conde Gazen, alferes de la secció de carrabiners de Premià de Mar, fou designat alcalde del Masnou. L'abril de 1924, però, fou substituit per Joan Llampallas Alsina, i ell passà a ser regidor i tinent d'alcalde primer. Ostentà aquest càrrec fins a la seva mort, ocurreguda l'any 1928 a 83 anys.
Es casà amb Mercè Vilar Bergalló, i quan aquesta morí, es tornà a casar amb Dolors Duran Millet.